# Ctenus vatovae
Ctenus vatovae là một loài nhện trong họ Ctenidae.
Loài này thuộc chi Ctenus. Ctenus vatovae được Lodovico di Caporiacco miêu tả năm 1940.